# Omega2 Cygni
Omega2 Cygni (ω2 Cygni, förkortat Omega2 Cyg, ω2 Cyg)  som är stjärnans Bayerbeteckning, är en ensam stjärna belägen i den norra delen av stjärnbilden Svanen (stjärnbild). Den har en skenbar magnitud på 5,53 och är svagt synlig för blotta ögat där ljusföroreningar ej förekommer. Baserat på parallaxmätning inom Hipparcosuppdraget på ca 8,2 mas, beräknas den befinna sig på ett avstånd på ca 400 ljusår (ca 122 parsek) från solen. På detta avstånd minskar dess skenbara magnitud med en skymningsfaktor på 0,08 på grund av interstellärt stoft.

## Egenskaper
Omega2 Cygni är en röd jättestjärna på den asymptotiska jättegrenen av spektralklass M2 III. Den har en radie som är ca 21 gånger större än solens och utsänder från dess fotosfär ca 300 gånger mera energi än solen vid en effektiv temperatur på ca 3 850 K.
Omega2 Cygni är en misstänkt variabel stjärna, även om bevisen för detta anses vara "tveksamma eller felaktiga". Om den ändå existerar är variabiliteten liten med en amplitud på 0,05 magnitud och en period på ca 30 dygn. Stjärnan ingår med 58,3 procent sannolikhet i Herculesströmmen.